# Sibirjakov (Japanse Zee)
Sibirjakov(a) (Russisch: Сибирякова) is een eilandje aan de ingang van de Baklanbocht van de Baai van Peter de Grote in het noordwestelijk deel van de Japanse Zee, op ongeveer 50 kilometer ten zuidwesten van de stad Vladivostok. Het behoort tot het district Chasanski van de Russische kraj Primorje. Ten noorden van Sibirjakov ligt het eiland Antipenko.

## Geografie
Sibirjakov is tot 105,2 meter hoog, meet 1,8 kilometer van zuidwest naar noordoost en heeft een maximum breedte van 1,2 kilometer. Het grootste deel van het eiland is bedekt met loofbos. Aan zuidoostelijke zijde bevindt zich, net als bij Antipenko, een kleine bocht, waarvan de kapen aan de ingang rotsig zijn en steil opsteken uit het water. De bocht is aan de ingang 8 tot 10 meter diep. Ten zuiden van de noordoostelijke kaap bevinden zich puntige kekoeri.
Aan noordzijde wordt het eiland Antipenko van Sibirjakova gescheiden door een onderzees plateau. Het eiland kent geen permanente bevolking, maar in de zomer en herfst wordt het eiland wel veel bezocht door toeristen en dagjesmensen.

## Geschiedenis
Het eiland werd in 1863 onderzocht en in kaart gebracht door een expeditie onder leiding van de Russische vlootstuurman Vasili Babkin aan boord van het korvet Kalevala en werd vernoemd naar scheepsman Ksenofont Sibirjakov. In 1882 werden de exacte coördinaten van het eiland vastgesteld door luitenant Lanevski-Volk.